# Eurasian Natural Resources Corporation
Eurasian Natural Resources Corporation PLC (ENRC) (LSE: ENRC, KASE: GB_ENRC) è una società mineraria multinazionale kazaka con sede a Londra.
L'ENRC nacque nel 1994 e fu quotata alla borsa di Londra per la prima volta nel 2006 e tolta nel novembre 2013. Una seconda quotazione e susseguente uscita avvenne anche con la Borsa del Kazakistan.
ENRC è ora di proprietà della Eurasian Resources Group (ERG), un'impresa per l'estrazione di risorse naturali con sede a Lussemburgo.